# Bela Vista de Goiás
Bela Vista de Goiás é um município brasileiro da Região Metropolitana de Goiânia, no estado de Goiás, Região Centro-Oeste do país. 

## História

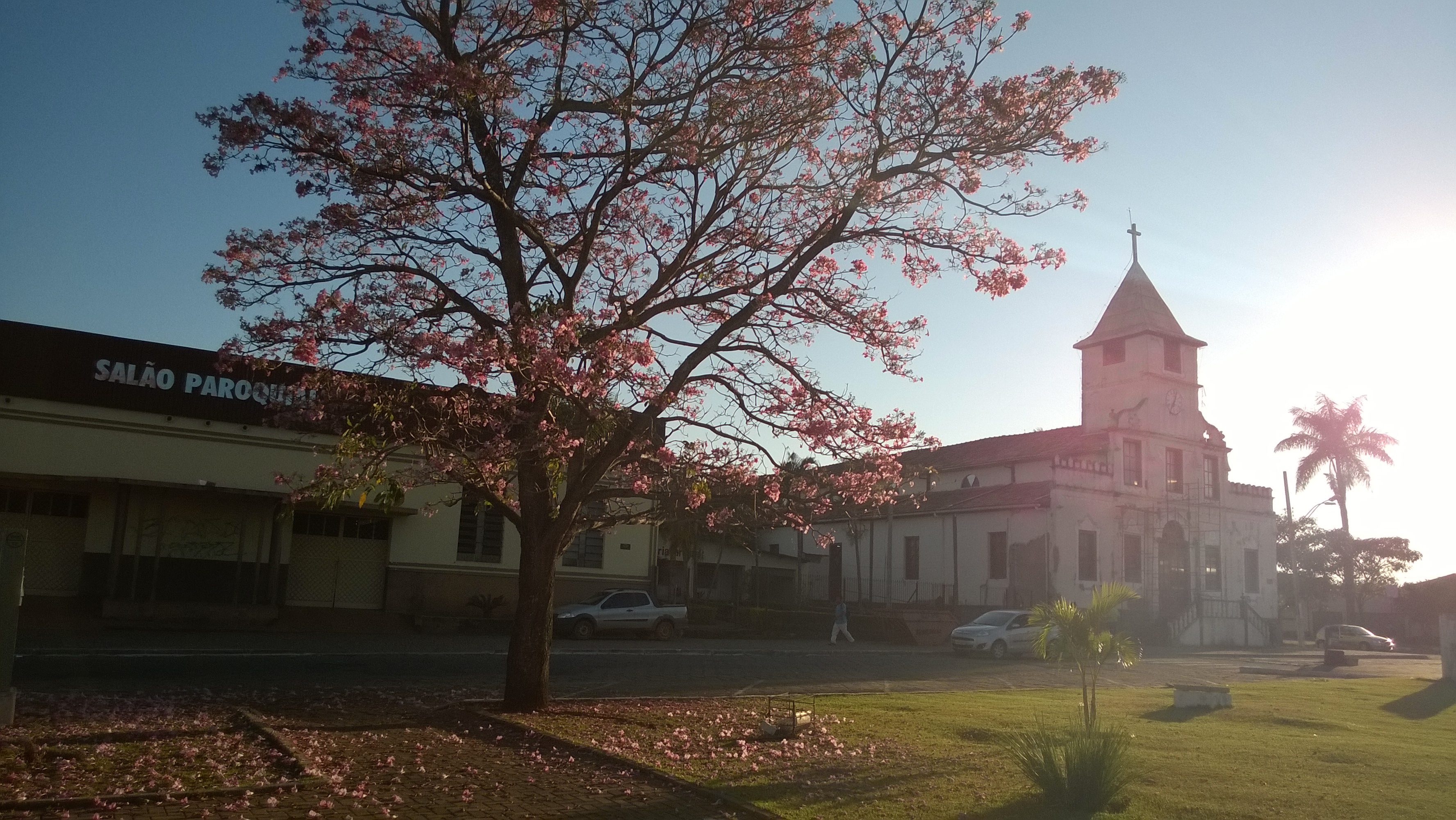
Igreja Nossa Senhora da Piedade

O córrego Suçuapara era pouso de tropas na primeira metade do século XIX. Os tropeiros que seguiam para Bomfim e Santa Cruz montaram um rancho na margem esquerda do córrego. A primeira igreja do arraial foi dedicada a N. S. da Piedade.
Na cidade existe uma casa construída pelo Senador Antônio Amaro da Silva Canedo por volta de 1860 que foi tombado pelo IPHAN nos anos 80.

## Geografia
Bela Vista de Goiás está a 45 quilômetros da capital do estado, Goiânia, e faz limite com Hidrolândia, Caldazinha, Aparecida de Goiânia, Senador Canedo, Piracanjuba, São Miguel do Passa Quatro, Cristianópolis e Silvânia. Faz parte da Região Metropolitana de Goiânia, onde habitam mais de 2,2 milhões de pessoas. Sua população, conforme estimativas do IBGE de 2021, era de 31 004 habitantes.
O município é atravessado pelos seguintes rios e córregos: Rio Meia-Ponte, Caldas, Piracanjuba, Boa Vista, Arapuca, Sozinha, São José, Aborrecido, Nuelo, Barro Amarelo, São Bento, Furado, Sucuri e Boa Vistinha.

### Fotos

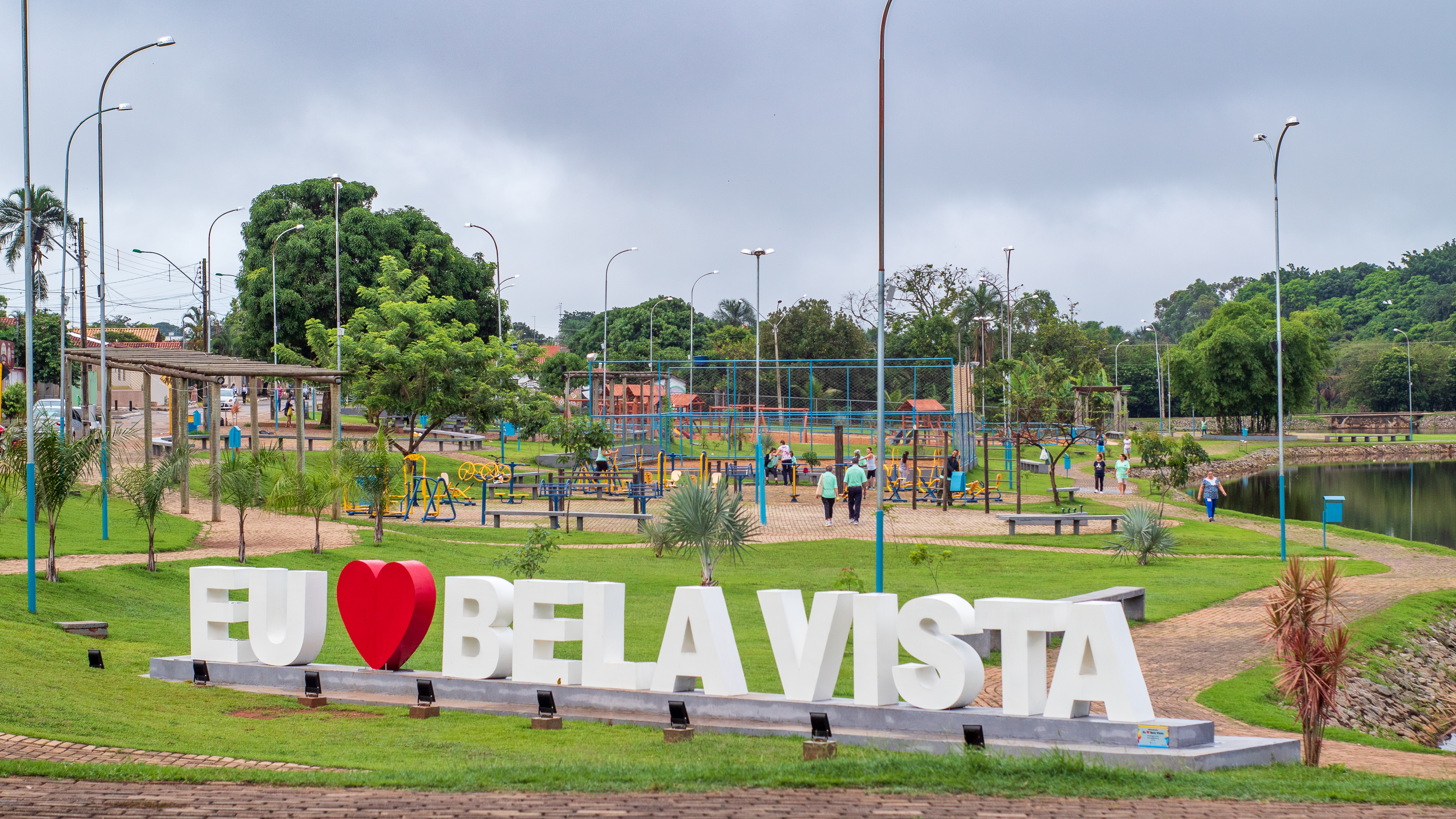
Registro do monumento Eu Amo Bela Vista de Goiás localizado no lago Sussuapara em Bela Vista de Goiás, feito por Karytonn Oliveira.